# Éter silílico de enol

Estructura general de un silil enol éter.

Los éteres silílicos de enol, o silil enol éteres, en química orgánica son una clase de compuestos orgánicos que comparten un grupo funcional común que consiste en un enolato unido por su oxígeno a un grupo organosilano.
Los éteres silílicos de enol son intermedios sintéticos importantes en síntesis orgánica.

## Síntesis
Los trimetilsilil enol éteres, R2C=CR-OSiMe3 o R2C=CR-OTMS, pueden ser preparados a partir de cetonas en presencia de una base, trietilamina bajo control termodinámico o LDA y -78 °C bajo control cinético, y cloruro de trimetilsililo.

## Reacciones orgánicas
Los éteres silílicos de enol reaccionan como nucleófilos en, por ejemplo:
- Reacciones de tipo aldólica.
- Reacciones de Michael.
- Alquilaciones.

- Datos: Q2501461
- Multimedia: Silyl enol ethers / Q2501461